# Henrique de Castela
Henrique de Castela, também chamado Henrique, o Senador, (1230 - Roa, 11 de agosto de 1303) foi um nobre filho do rei Fernando III de Castela. Foi empossado "Senador de Roma" em 1266 por Carlos I da Sicília.
Foi senhor de Écija, Roa e de Medellín, foi igualmente tutor de Fernando IV de Leão e Castela e Regente do Reino de Castela entre 1295 e 1301.

## Relações familiares
Casou em 1299 com Joana Nunes de Lara (1285-1351), senhora de Lara "la Palomilla", filha de D. João Nunez de Lara, "o Gordo" e de Teresa Alvarez de Azagra, senhora de Albarracín.
Fora do casamento, com Maior Rodriguez Pecha, filha de Esteban Pecha  e de Maior Rodríguez de Balboa, teve:
1. Henrique Henriques (m. c. 1323), senhor de la Puebla de los Infantes e 1º senhor de Villalba, casou em 1300 com Estefânia Rodriguez de Ceballos.